# سیارک

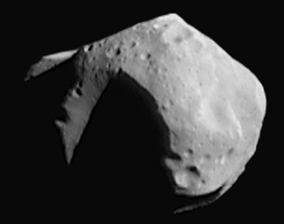
۲۵۳ ماتیلده، یک سیارک گونه سی

سیارک‌ها (به انگلیسی: Asteroid) اجسام کوچکی هستند که از سنگ یا فلز ساخته شده‌اند. سیارک‌ها معمولاً اجسام نامنظمی هستند و بر گرد خورشید حرکت می‌کنند.
میلیون‌ها سیارک در منظومه خورشیدی ما وجود دارند. بسیاری از آن‌ها میان مدار بهرام (مریخ) و مدار هرمز (مشتری) قرار گرفته‌اند و گرد خورشید می‌گردند. دسته‌ای دیگر از آن‌ها در مکان‌های دیگر منظومه خورشیدی یافت می‌شوند. به نظر می‌رسد علت اینکه اغلب آن‌ها در فاصلهٔ مریخ و مشتری دیده می‌شوند این است که احتمالاً در مدار بین این دو سیاره، سیارهٔ دیگری نیز وجود داشته‌است که به علت گرانش شدید مشتری متلاشی شده‌است و سیارک‌ها پدید آمده باشند.
به سیارک‌هایی که بر اثر نیروی گرانش سیاره‌ها در مداری گیر افتاده باشند «سیارک اسیر» می‌گویند. در این صورت سیارهٔ نام‌برده به گرد سیاره بزرگ‌تر می‌گردد. (در منظومه شمسی میلیاردها اجرام فضایی دیگر علاوه بر سیاره‌ها و قمرهای آن‌ها وجود دارند که به آن سیارک می‌گویند)

## رؤیت‌پذیری
فقط یک سیارک به نام «۴ وستا»، که دارای سطح نسبتاً بازتابی است، معمولاً با چشم غیرمسلح قابل مشاهده‌است، و این تنها در آسمان‌های بسیار تاریک در هنگام قرار گرفتن در موقعیت مناسب امکان‌پذیر است. به ندرت، سیارک‌های کوچک که از نزدیکی زمین عبور می‌کنند، آن هم برای برای مدت کوتاهی، ممکن است با چشم غیرمسلح قابل مشاهده باشند.از فوریهٔ ۲۰۲۰، مرکز ریزسیاره داده‌های مربوط به تقریباً ۸۵۸٬۰۰۰ شیء در منظومهٔ خورشیدی داخلی و خارجی را در اختیار داشت، از این تعداد حدود ۵۴۲٬۰۰۰ مورد اطلاعات کافی برای تعیین شماره‌های اختصاصی داشتند.

## تاریخچه
در آغازین روزهای ژانویهٔ ۱۸۰۱ جوزپه پیاتسی (۷ ژوئیهٔ ۱۷۴۶–۲۲ ژوئیهٔ ۱۸۲۶) جرمی را در آسمان رصد نمود که ابتدا یک شهاب سنگ به نظر می‌رسید ولی زمانی که مدار آن به‌درستی تعیین گردید، مشخص شد که سیاره بسیار کوچکی است، آنقدر کوچک که آن را در رده جدیدی به نام سیارک‌ها دسته‌بندی کردند. پیاتسی آن را سرس نامید. تا چند سال بعد سه سیارک جدید دیگر کشف شدند و تا پایان آن قرن صدها عدد از آن‌ها شناسایی شده بودند. تا به امروز تعداد این سیارک‌ها به چند صد هزار رسیده‌است و هنوز اکتشاف آن‌ها ادامه دارد. تعدادی از سیارک‌ها چنان کوچکند که از زمین قابل رؤیت نیستند اما بزرگ‌ترین آن‌ها همان سِرِس است که شماره یک را بر پیشانی خود دارد.

## نام‌گذاری سیارک‌ها
همین‌که مدار سیارکی مشخص می‌گردد، عددی به ترتیبِ زمانِ کشف بدان نسبت داده می‌شود و به دنبال آن نامی می‌آورند که نام را معمولاً کاشف برمی‌گزیند؛ مثلاً ۱ سِرِس. در آغاز نام‌های زنانه از اسطوره‌های یونان و روم انتخاب می‌شد. بعدها نام‌هایی از نمایش‌نامه‌های شکسپیر و اپراهای واگنر برگزیده شدند. بسیاری از سیارک‌ها را کاشفان به نام‌های زنان، دوستان و حتی سگ‌ها و گربه‌های خود نامیدند. همواره نام‌هایی مؤنث به‌کار رفته‌است، جز در مورد چند سیارک که مدارهایی نامتعارف دارند، نام‌های مذکر نهاده شده‌است.

## کمربند سیارک‌ها
کمربند سیارک‌ها ناحیه‌ای میان مریخ و مشتری است که سیارک‌ها در آن قرار دارند و بیشتر به مریخ نزدیک است تا به مشتری و سیارک‌های این ناحیه در حدود ۳۰۰ – ۶۰۰ میلیون کیلومتر با خورشید فاصله دارند. (ناحیه داخلی منظومه شمسی سیارک‌ها). مدار سیارک‌ها بیضی شکل هست. بعضی از آن‌ها هنگام گردش از داخل مدار ناهید عبور می‌کنند و بعضی در دام گرانش مشتری گیر کرده و از کمربند سیارک‌ها خارج می‌شوند و بعضی در دام مریخ می‌افتند یا با یکدیگر برخورد می‌کنند. قمرهای فوبوس و دیموس مریخ ممکن است سیارک‌هایی باشند که در دام آن افتاده‌اند.

کمربند سیارکی منظومه شمسی

همان‌طور که در شکل می‌بینید این کمربند شامل سه بخش دیگر نیز می‌باشد:
Trojans: تروجان‌ها یا سیارک‌های تراوایی مدار مشترک با مشتری دارند و با هر یک دور مشتری یک دور می‌زنند
Hildas: هر دو دور مشتری به دور خورشید برابر ۳ دور آن‌ها به دور خورشید است.
Greeks: تعداد دور این سیارک‌ها متغیر است.
علاوه‌بر این‌ها سه مدار دیگر نیز وجود دارد که برخی سیارک‌ها در آن قرار دارند که در شکل زیر مشخص است:
آپولوها: مدار زمین را قطع می‌کنند
آتن‌ها: همیشه از زمین به خورشید نزدیکترند
آمورها: سیارک‌های بین زمین و مریخ

## اکتشاف سیارک‌ها
تا عصر مسافرت در فضا، اشیاء موجود در کمربند سیارکی حتی در بزرگ‌ترین تلسکوپ‌ها نورهای مبهمی بودند و شکل و جنس آنها به صورت رمز و راز باقی مانده بود. بهترین تلسکوپ‌های مدرن نصب شده روی زمین و تلسکوپ فضایی هابل می‌توانند مقدار کمی از جزئیات را بر روی سطح بزرگ‌ترین سیارک‌ها نشان دهند، اما حتی این موارد نیز نمایی کمی بهتر از حباب‌های فازی نشان می‌دهند. اطلاعات محدودی در مورد شکل و ترکیبات سیارک‌ها را می‌توان از منحنی‌های نوری آن‌ها (تغییر در میزان روشنایی در چرخش آن‌ها) و از خصوصیات طیفی آنها استنباط کرد و اندازه سیارک‌ها را می‌توان با زمان‌بندی طول انقباضات ستاره (هنگامی که یک سیارک مستقیماً از جلوی یک ستاره عبور می‌کند) تخمین زد. تصویربرداری راداری می‌تواند اطلاعات خوبی در مورد اشکال سیارک‌ها و پارامترهای مداری و چرخشی به خصوص در مورد سیارک‌های نزدیک به زمین به‌دست‌آورد. از نظر delta-v و الزامات پیشرانه، NEOها راحتتر از ماه قابل دسترسی هستند.

## طبقه‌بندی سیارک‌ها
سیارک‌ها معمولاً بر اساس دو معیار طبقه‌بندی می‌شوند: ویژگی‌های مدار آن‌ها و ویژگی‌های طیف بازتاب آن‌ها.

### طبقه‌بندی مداری
بسیاری از سیارک‌ها بر اساس ویژگی‌های مداری آنها در گروه‌ها و خانواده‌ها قرار داده شده‌اند. جدا از گسترده‌ترین تقسیمات، مرسوم است که نام گروه سیارک‌ها را با توجه به نام اولین عضو آن گروه که کشف شده نام گذاری کنند. گروه‌ها عموماً ا پیوندهای قابل گسست تری نسبت به خانواده سیارک‌ها، که ناشی از انفجار یک سیارک بزرگ والد در گذشته هستند، دارند. شناسایی خانواده‌ها در کمربند اصلی سیارک معمول تر و آسان‌تر است، اما چندین خانواده کوچک در میان تروجان‌های مشتری گزارش شده‌است. خانواده‌های کمربند اصلی برای اولین بار در سال ۱۹۱۸ توسط کیوتوگوگو هیرایاما شناخته شدند و اغلب به احترام وی خانواده هیرایاما خوانده می‌شوند.

### طبقه‌بندی طیفی
در سال ۱۹۷۵، یک سیستم طبقه‌بندی سیارک مبتنی بر رنگ، سپیدایی و خط طیف نوری توسط کلارک چاپمن، دیوید موریسون و بن زلنر توسعه یافت. تصور می‌شود این خصوصیات با ترکیب مواد سطح سیارک مطابقت داشته باشد. سیستم طبقه‌بندی اصلی دارای سه دسته است: انواع C برای اشیاء کربنی تیره (شامل ۷۵٪ سیارک‌های شناخته شده)، نوع S برای اشیاء سنگی (شامل ۱۷٪ سیارک‌های شناخته شده) و U برای آنهایی که در هیچ‌یک از دو گروه قبلی جای نمی‌گرفتند. از آنجا که این طبقه‌بندی شامل بسیاری از انواع سیارک‌ها است، این طبقه‌بندی همواره گسترش یافته‌است. با مطالعه بیشتر سیارک‌ها، تعداد آنها همچنان رو به رشد است.

## اندازه‌گیری
تا سال ۱۹۹۰ تنها ۳ راه برای اندازه‌گیری قطر سیارک‌ها وجود داشت.
روش اول :استفاده از تلسکوپ و اندازه‌گیری فاصله آن از خورشید و محاسبه مقدار نوری که از خورشید بر سطح سیارک تابیده شده یا مقدار انرژی گرمایی آزاد شده از آن (میزان نور منعکس شده یا گرمای آزاد شده از سیارک متناسب با اندازه آن می‌باشد).
روش دوم: استفاده از تلسکوپ و محاسبه مدت زمانی که سیارک از دید خارج شده و به پشت یک ستاره رفته و ایجاد سایه کند.
روش سوم: استفاده از رادیو تلسکوپ‌ها و تهیه عکس از سیارک.
از سال ۱۹۹۱ دانشمندان از روش چهارمی نیز استفاده نموده‌اند که از دقت بیشتری در مقایسه با روش‌های فوق بر خوردار است؛ و آن استفاده از مأموریت‌ها و اکتشافات فضایی می‌باشد(Space Probes). در آن سال اولین مأموریت فضایی آمریکا برای عکس‌برداری از سیارک‌ها آغاز شد و سیارک Gaspra اولین سیارکی بود که توسط فضاپیمای گالیله مورد عکسبرداری واقع شد. مأموریت گالیله سیاره مشتری بود که در راه رسیدن به آن باید از کمربند سیارک‌ها عبور می‌کرد. در سال ۹۶ ناسا مأموریت NEAR (Near Earth Asteroid Rendezvous) را انجام داد که به ۱۲۱۶ کیلومتری سیارک متیلدا رسید. این مأموریت در عین حال اولین موردی بودکه ناسا موفق شد فضاپیمایی را بر روی یک سیارک فرود آورده و اطلاعات وسیعی دربارهٔ ماهیت و منشأ ان کسب نماید. این فضا پیما در فوریه ۲۰۰۱ در ساعت ۳:۰۱ بر روی سیارک eros فرود آمد. در سال‌های بعد این فضاپیما به سیارک‌های دیگر رسید.

## ارزش اقتصادی
ازمنابع آلی و معدنی موجود در سیارک‌ها می‌توان برای تأمین مواد و آب مورد نیاز جهت ساخت تجهیزات فضایی و مداری استفاده نمود. اینک بسیاری از مراکز پژوهشی مرتبط با فناوری فضایی در حال مطالعه امکان سفر به سیارک‌ها و برداشت از ذخایر طبیعی آن‌ها هستند.
به تازگی و با کشف یخ آب بر سطح سیارک تمیس-۲۴، ایده‌هایی به منظور برداشت آب از آن‌ها جهت استفاده آب مصرفی فضانوردان و تأمین اکسیژن و هیدروژن به وسیلهٔ الکترولیز نمودن آب برای تنفس یا سوخت فضاپیماهای آینده مطرح شده‌است. اگر مدار سفرهای فضایی آینده را بتوان به گونه‌ای طراحی کرد که هر بار سیارک دارای ذخایر یخ آب در مسیر قرار داشته باشد می‌توان به سادگی تأسیسات لازم برای یک ایستگاه سوخت‌گیری فضایی را بر سطح آن سیارک بنا نمود. تأسیساتی تمام اتوماتیک که انرژی تابشی خورشید را توسط صفحات خورشیدی دریافت و به الکتریسیته تبدیل نمایند و سپس با استفاده از این انرژی الکتریکی، یخ آب موجود در خرده سیارک را با یک اجاق مایکروویو ساده ذوب کرده و آب حاصله را با یک دستگاه ساده الکترولیز به هیدروژن و اکسیژن تجزیه نمایند. در انتها هیدروژن و اکسیژن به دست آمده در مخازن جدا از هم ذخیره خواهند شد. این طرح هنوز در مرحله ایده قرار داشته و به مرحله عمل نرسیده‌است.
برای اکتشاف معادن در سیارک‌ها باید بتوان روی آن‌ها فرود آمد و این کاری است مشکل و شاید غیرممکن. به این خاطر دانشمندان در اندیشه راهی برای توقف چرخش سیارک‌های پیرامون زمین هستند.
برای این کار جیپ‌هایی در نظر گرفته شده که با نیروی موشکی کار می‌کنند. برای یک سیارک با قطر ۱۰۰ متر که ۴ بار در روز حول محور خود می‌چرخد، ۲۹ تن سوخت نیاز است تا از چرخش بازداشته شود.